# Gabrielle Cools-Tambuyser
Gabrielle Adrienne Florentine Marie Sidonie Cools-Tambuyser (Mechelen, 24 augustus 1896 - 1983) was een Belgisch politica voor het Katholiek Verbond van België en de CVP.

## Levensloop
Gabrielle Tambuyser, echtgenote van de Mechelse apotheker Cools, promoveerde tot doctor in de opvoedkunde en de psychologie. 
Zij werd gemeenteraadslid (1932-1958). Ze was de eerste vrouwelijke schepen van de stad Mechelen, maar slechts kortstondig van kort na de bevrijding in september 1944 tot 1945. 
In januari 1954 nam ze de opvolging van de overleden Paul Van Roosbroeck als senator voor het kiesarrondissement Mechelen-Turnhout. Ze vervulde het mandaat slechts drie maanden, tot in april 1954.